# Estadio Huancayo
Das Estadio Huancayo ist ein Mehrzweckstadion in der peruanischen Stadt Huancayo. Es wird hauptsächlich für Fußballspiele genutzt und ist die Heimstätte von Sport Huancayo, Huancayo Sporting Club und Deportivo Junín. Andere Mannschaften, die das Stadion früher nutzten, waren Deportivo Wanka und Meteor Junin. Das Stadion fasst 17.000 Zuschauer und befindet sich auf einer Höhe von mehr als 3000 Meter.

## Geschichte
In den 1960er Jahren wurde, während der ersten Regierung von Fernando Belaúnde, ein Infrastrukturprogramm für die Region Junín beschlossen, und zu diesem Zweck wurden spezielle Steuern eingeführt. Infolge dieses Gesetzes wurden in Huancayo wichtige Bauwerke errichtet, wie das Bürgerzentrum auf der Plaza Huamanmarca, der Großmarkt und das Stadion, welches 1962 eröffnet wurde.
Der frühere Name des Stadions war IV Centenario, aber als die Stadt Huancayo im Jahr 2000 mit Deportivo Wanka zum Profifußball zurückkehrte, erhielt das Stadion seinen heutigen Namen.